# Chet Edwards
Thomas Chester Edwards, detto Chet (Corpus Christi, 24 novembre 1951), è un politico statunitense, membro della Camera dei Rappresentanti per lo stato del Texas dal 1991 al 2011.

## Biografia
Nato a Corpus Christi, Edwards si laureò in economia alla Texas A&M University e in seguito lavorò come assistente del deputato democratico Olin E. Teague. Quando nel 1978 Teague annunciò il suo ritiro, Edwards si candidò per il suo seggio ma venne sconfitto nelle primarie democratiche da Phil Gramm.
Nel 1981 conseguì un MBA dalla Harvard Business School e trovò lavoro come agente immobiliare. Nel 1983 venne eletto all'interno della legislatura statale del Texas, dove rimase per sette anni. Nel 1990 si candidò nuovamente alla Camera dei Rappresentanti e questa volta riuscì ad essere eletto. Negli anni successivi Edwards venne riconfermato dagli elettori per altri nove mandati, anche quando il suo distretto congressuale venne rinumerato e l'elettorato divenne maggiormente favorevole ai repubblicani. Nel 2010 tuttavia venne sfidato dal repubblicano Bill Flores, che riuscì a sconfiggerlo con ampio margine; Edwards fu quindi costretto ad abbandonare il Congresso dopo venti anni di permanenza.
Chet Edwards è stato sempre ritenuto un deputato moderato e in occasione delle presidenziali del 2008 fu uno dei candidati alla vicepresidenza, ottenendo il sostegno dell'allora Presidente della Camera Nancy Pelosi.